# Stylosiphonia glabra
Stylosiphonia glabra là một loài thực vật có hoa trong họ Thiến thảo. Loài này được Brandegee miêu tả khoa học đầu tiên năm 1914.